# سيريل كاهيل
سيريل كاهيل هو سياسي أسترالي، ولد في 21 نوفمبر 1900، وتوفي في 18 أبريل 1977. نشط حزبياً في حزب العمال الأسترالي. وقد انتخب عضو المجلس التشريعي لنيوساوث ويلز ‏.